# Villa Benzino
Die Villa Benzino in Landstuhl, einer Stadt im Landkreis Kaiserslautern in Rheinland-Pfalz, wurde von 1841 bis 1843 erbaut. Die Villa an der Ludwigstraße 12 ist ein geschütztes Kulturdenkmal.

## Geschichte
Der spätklassizistische Walmdachbau wurde für den Kaufmann, Kunstsammler und Politiker Joseph Benzino errichtet. Die Villa ist circa 21 Meter lang, 12,5 Meter breit und besitzt eine Wohnfläche von ungefähr 525 Quadratmetern. Nach seinem Umzug nach München im Jahr 1878 nutzte das Ehepaar Benzino die Villa nur noch in den Sommermonaten.

## Aussehen
Die mittlere Achse an der Straßenseite wird durch einen Balkon im Obergeschoss betont. Ein Geschossband trennt unteres und oberes Geschoss. Das Obergeschoss wird durch ein Mezzaningeschoss aufgewertet. An der Nordseite befindet sich der Hauseingang.
Hinter dem Vestibül führt eine großzügige Treppe vom Erd- bis zum Dachgeschoss.